# DJ Noise

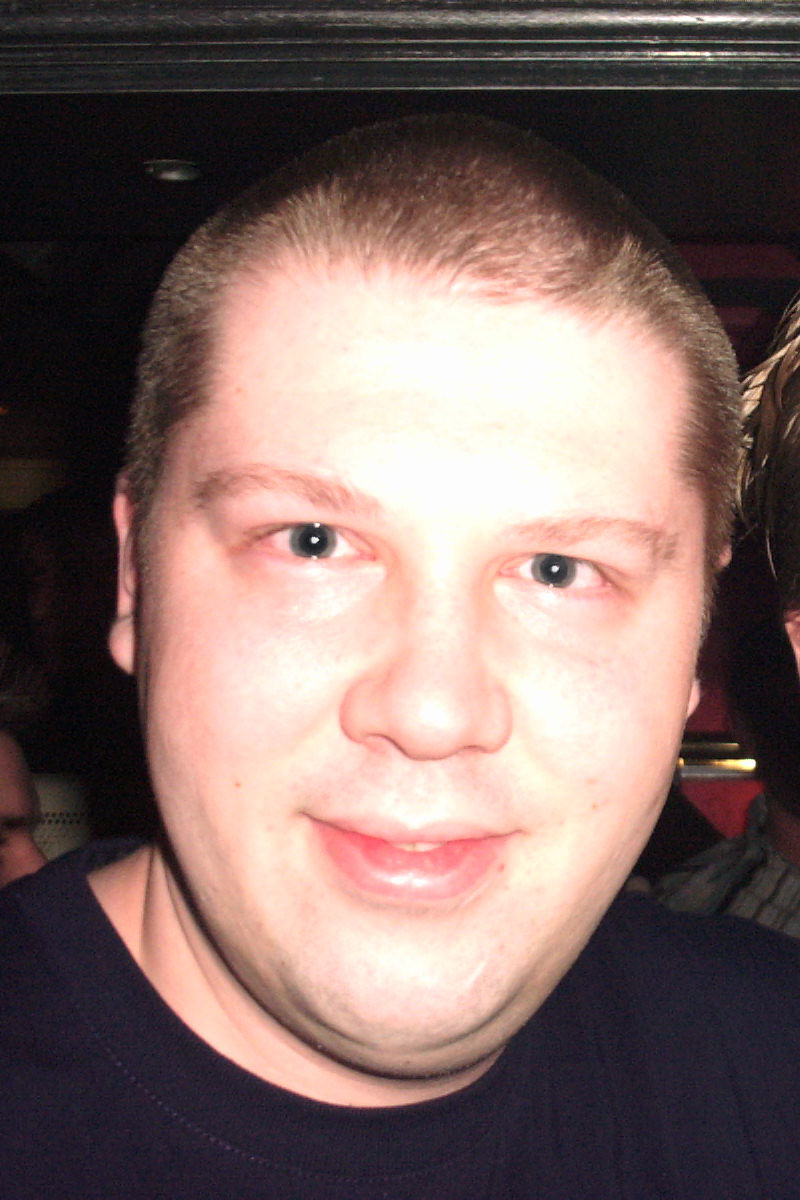
DJ Noise an der Space Flirt 9 im Duke’s am 21. März 2003

DJ Noise (* 3. März 1974 im Kanton Bern; bürgerlich Patrick Finger) ist ein Schweizer Trance-DJ und Musikproduzent.

## Biografie
Patrick Finger begann 1987 mit dem Platten auflegen und zog mit einigen Freunden 1990 die Jugenddisco Black Jack in Bern auf. 1991 legte Noise an privaten Partys auf und kam 1992 mit der Veranstaltungsfirma Tarot in Kontakt, die ihn danach wöchentlich für Afterhours-Auftritte ins damalige Oxa buchte. Dadurch folgten Bookings durch verschiedene Schweizer Clubs und Veranstalter.
Bereits 1993 begann sich Noise von der sich langsam verändernden Hardcore-Szene abzuwenden und wechselt in die Richtung Trance. 1994 begann Noise sein eigenes Tonstudio Voice Noise in Oberengstringen aufzubauen, was zu den ersten eigenen Produktionen führte. 1994 wurde er für die Love Nation (Berliner Loveparade) gebucht.
Ab 1995 veröffentlichte Noise erste Mix-Kompilationen, 1997 erschien seine erste eigene Produktion.
Neben regelmässigen Sets im Oxa, gehört Noise mittlerweile zu den Resident-DJs der Street Parade und der Energy.

## Diskografie

### Studioalben
| Jahr | Titel             | Höchstplatzierung, Gesamtwochen, AuszeichnungChartsChartplatzierungen (Jahr, Titel, Platzierungen, Wochen, Auszeichnungen, Anmerkungen) | Anmerkungen                                      |
| Jahr | Titel             | CH | Anmerkungen                                      |
| ---- | ----------------- | --- | ------------------------------------------------ |
| 1999 | Finger 1          | CH43 (6 Wo.)CH | Erstveröffentlichung: Dezember 1999              |
| 2000 | The First Battle  | CH14 (11 Wo.)CH | Erstveröffentlichung: Juli 2000 mit DJ Nonsdrome |
| 2000 | Finger 2          | CH23 (10 Wo.)CH | Erstveröffentlichung: Dezember 2000              |
| 2001 | Night Rockers     | CH8 (9 Wo.)CH | Erstveröffentlichung: April 2001 mit DJ Mind-X   |
| 2001 | Count My Fingers  | CH27 (9 Wo.)CH | Erstveröffentlichung: Dezember 2001              |
| 2002 | This Time Is Ours | CH28 (7 Wo.)CH | Erstveröffentlichung: Mai 2002 mit DJ Nonsdrome  |
| 2002 | Go Crazy          | CH17 (10 Wo.)CH | Erstveröffentlichung: Juli 2002 mit Dave202      |
| 2003 | Finger 4          | CH17 (8 Wo.)CH | Erstveröffentlichung: Mai 2003                   |
| 2003 | Traffic           | CH36 (3 Wo.)CH | Erstveröffentlichung: November 2003 mit Pure     |
| 2004 | Mad               | CH16 (5 Wo.)CH | Erstveröffentlichung: Mai 2004 mit Dave202       |
| 2005 | Finger 5          | CH41 (4 Wo.)CH | Erstveröffentlichung: Januar 2005                |
| 2006 | State Of Finger   | CH69 (2 Wo.)CH | Erstveröffentlichung: April 2006                 |

### Kompilationen
- Energy 2004
- Finger 1–6
- Futurescope – Vol. 3
- Goliath 4 Live
- Noise vs Nonsdrome
- Street Parade 1998

### Singles
- Cry and Pray
- Echoes & Soul
- The First Rebirth
- Lethal Injection
- The Noise of Acid
- Sibel

### Remixes
- Energy Allstars – Atmospheric Sun
- Phil Green – J. B. Still Alive
- Philippe Rochard – Music Machine
- DJ SubSonic – Hell to Paradize
- DJ SubSonic – Time Traveler